# VMRO-DPMNE
Tổ chức Cách mạng nội bộ Macedonia - Đảng Dân chủ Đoàn kết dân tộc Macedonia (Внатрешна македонска револуционерна организација-Демократска партија за македонско национално единство), được viết tắt là VMRO-DPMNE (tiếng Macedonia: ВМРО – ДПМНЕ), là một trong hai đảng chính ở Bắc Macedonia, kia là liên minh dân chủ xã hội Macedonia (SDSM). Đảng này đã tuyên bố chính nó như là dân chủ Thiên Chúa giáo, nhưng nó được coi là chủ nghĩa dân tộc. Sự ủng hộ của VMRO dựa trên các dân tộc Macedonia với một số ngoại lệ; đảng tuyên bố rằng "các mục tiêu của Đảng và mục tiêu bày tỏ truyền thống của người dân Macedonia về cuộc đấu tranh chính trị và các khái niệm mà nó được dựa vào." 
Tuy nhiên, đảng nàt đã thành lập nhiều chính phủ liên minh với các đảng dân tộc thiểu số. Dưới sự lãnh đạo của Ljubčo Georgievski khi mới thành lập, đảng ủng hộ nền độc lập của người Macedonia khỏi Nam Tư xã hội chủ nghĩa. Dưới sự lãnh đạo của Nikola Gruevski, đảng đã thúc đẩy chính trị bản sắc gây tranh cãi được gọi là cổ vật. Đảng này có chính sách ủng hộ châu Âu và thân NATO, nhưng trong những năm qua, nó đã thay đổi các mặt thành chính sách thân Nga, thân Serbia và chống phương Tây. Đảng đã phản đối hiệp ước Hữu nghị đã ký với Bulgaria năm 2017 và thỏa thuận Prespa đã ký với Hy Lạp năm 2018, mặc dù cả hai quốc gia láng giềng là thành viên NATO và EU.